# Tim Watters
Timothy John „Tim“ Watters (* 25. Juli 1959 in Kamloops, British Columbia) ist ein ehemaliger kanadischer Eishockeyspieler und -trainer, der im Verlauf seiner aktiven Karriere zwischen 1975 und 1995 unter anderem 823 Spiele für die Winnipeg Jets und Los Angeles Kings in der National Hockey League (NHL) auf der Position des Verteidigers bestritten hat. Watters nahm in den Jahren 1980 und 1988 mit der kanadischen Nationalmannschaft an den Olympischen Winterspielen teil und gewann mit ihr bei der Weltmeisterschaft 1983 die Bronzemedaille.

## Karriere
Watters verbrachte eine bewegte Juniorenkarriere, die er zunächst in der Saison 1975/76 bei den Merritt Centennials in der British Columbia Junior Hockey League (BCJHL) begann und in der Folgesaison bei Ligakonkurrenten Kamloops Braves fortsetzte. Zudem bestritt der Verteidiger in diesem Spieljahr einige Spiele in der höher angesiedelten Western Canada Hockey League (WCHL) bei den Kamloops Chiefs. Anschließend zog es den 18-Jährigen im Sommer 1977 in die Vereinigten Staaten, wo er ein Studium an der Michigan Technological University begann. Parallel dazu lief Watters für die Universitätsmannschaft in der Western Collegiate Hockey Association (WCHA), einer Division im Spielbetrieb der National Collegiate Athletic Association (NCAA), auf. Nach seinem zweiten Jahr unterbrach er sein Studium allerdings, da er vom kanadischen Eishockeyverband Hockey Canada rekrutiert wurde und in der Folge an den Olympischen Winterspielen 1980 im US-amerikanischen Lake Placid teilnahm. Zur Saison 1980/81 kehrte er dann an die Michigan Tech zurück und absolvierte dort eine weitere Spielzeit mit dem Universitätsteam. Am Saisonende wurde er in zahlreiche All-Star-Teams der WCHA und NCAA berufen.
Zur Saison 1981/82 wechselte der Verteidiger schließlich im Alter von 22 Jahren in den Profibereich. Die Winnipeg Jets aus der National Hockey League (NHL), die ihn bereits im NHL Entry Draft 1979 in der sechsten Runde an 124. Stelle ausgewählt hatten, statteten ihn mit einem Vertrag aus. Watters entwickelte sich binnen kurzer Zeit zu einem Stammspieler und ging bis zum Ende der Spielzeit 1987/88 im Trikot der Jets aufs Eis. Die sieben Jahre wurden lediglich von der erneuten Abstellung an den kanadischen Eishockeyverband aufgrund der Teilnahme an den Olympischen Winterspielen 1988 unterbrochen. Vor dem Beginn der Saison 1988/89 wechselte Watters als Free Agent zu den Los Angeles Kings. Dort kam er bis zum Saisonende 1994 regelmäßig zu Einsätzen. Nachdem er im Lockout-verkürzten NHL-Spieljahr 1994/95 nur eine Partie für die Kings absolviert hatte und hauptsächlich beim Farmteam Phoenix Roadrunners in der International Hockey League (IHL) eingesetzt worden war, beendete Watters im Alter 36 Jahren seine aktive Karriere.
Nach seinem Karriereende wechselte Watters hinter die Bande und war in der Saison 1995/96 als Assistenztrainer bei den Boston Bruins unter Cheftrainer Steve Kasper tätig. Danach kehrte er an seine Alma Mater zurück und betreute zwischen 1996 und 2000 über vier Jahre die Eishockeymannschaft der Michigan Tech Huskies, allerdings mit mäßigem Erfolg.

### International
Für sein Heimatland bestritt Watters mit der kanadischen Nationalmannschaft die Olympischen Winterspiele in den Jahren 1980 im US-amerikanischen Lake Placid sowie 1988 im kanadischen Calgary. Dabei platzierte sich die Olympiaauswahl mit einem sechsten und einem vierten Platz jeweils außerhalb der Medaillenränge. Der Verteidiger punktete in 14 Einsätzen insgesamt dreimal.
Zwischen den beiden olympischen Eishockeyturnieren kam Watters ebenso bei der Weltmeisterschaft 1983 in der Bundesrepublik Deutschland zum Einsatz. Dabei absolvierte er zehn Partien und errang mit den Ahornblättern am Turnierende die Bronzemedaille.

## Erfolge und Auszeichnungen
- 1981 WCHA First All-Star Team
- 1981 NCAA West First All-American Team
- 1981 NCAA Championship All-Tournament Team

### International
- 1983 Bronzemedaille bei der Weltmeisterschaft

## Karrierestatistik

### International
Vertrat Kanada bei:
- Olympischen Winterspielen 1980
- Weltmeisterschaft 1983
- Olympischen Winterspielen 1988

(Legende zur Spielerstatistik: Sp oder GP = absolvierte Spiele; T oder G = erzielte Tore; V oder A = erzielte Assists; Pkt oder Pts = erzielte Scorerpunkte; SM oder PIM = erhaltene Strafminuten; +/− = Plus/Minus-Bilanz; PP = erzielte Überzahltore; SH = erzielte Unterzahltore; GW = erzielte Siegtore; 1 Play-downs/Relegation; Kursiv: Statistik nicht vollständig)